# Elisabeth Finckh
Elisabeth Finckh (née Drescher, 23 août 1912 à Wurtzbourg - 20 janvier 1993 à Brême,) est une médecin et tibétologue allemande dont les recherches se sont concentrées sur la médecine tibétaine et qui a publié plusieurs livres et articles sur le sujet. Elle a étudié la médecine tibétaine à Dharamsala et a traduit en allemand des textes médicaux fondamentaux dont en partie le RGyud-bZhi.

## Biographie
Elle s'est formée en neurologie, psychiatrie, médecine tropicale et homéopathie. En 1962, elle a étudié à l'école de médecine tibétaine de Dharamsala, sous la direction experte de Yeshi Donden et d'autres médecins tibétains. Gyatsho Tshering est alors son interprète. En 1963, elle visite l'école des jeunes lamas et y photographie Chogyam Trungpa à Dalhousie. Elle est retournée dans les vallées de l'Himalaya plus tard, où elle a étudié le travail de médecins itinérants.

## Ouvrages
- (en) Studies in Tibetan Medicine, Shambhala Publications, 1988 (ISBN 978-0-937938-61-4)
- (en) Foundations of Tibetan Medicine, 3 vols, Watkins and Element Books, 1978-88, original en allemand. Volume 1 préfacé par le dalaï-lama.
- (de) Der tibetische Medizinbaum, Uelzen, Medizinisch-literarische Verlagsge-sellschaft, 1990.
- (de) préface à la nouvelle édition de Heinrich Laufer, Tibetische Medizin, Fabri Verlag, 1991.